# Jorge Juan Crespo de la Serna
Jorge Juan Crespo de la Serna (1887 – 24 de julio de 1978) artista, crítico de arte e historiador del arte mexicano.
Durante la década de los 30 dio clases en el Instituto de Arte Chouinard. José Clemente Orozco le encargó pintar "Prometeo" en el mural de Pomona College, lugar en donde asistió a Orozco. Fue miembro de la Academia de Artes.

## Libros (selección)
- David Alfaro Siqueiros (1969)

- Diego Rivera. Obra mural (1962)
- La clepsidra y los días (1958)